# 奈良原式2号飛行機
奈良原式2号飛行機
- 用途：練習機ほか
- 設計者：奈良原三次
- 製造者：東京飛行機製作所
- 運用者：奈良原三次ほか
- 初飛行：1911年5月5日
- 生産数：1機
- 運用状況：退役

奈良原式2号飛行機（ならはらしき2ごうひこうき）は、日本で初めて飛行に成功した国産飛行機。本項では後身である奈良原式3号飛行機についても述べる。

## 概要

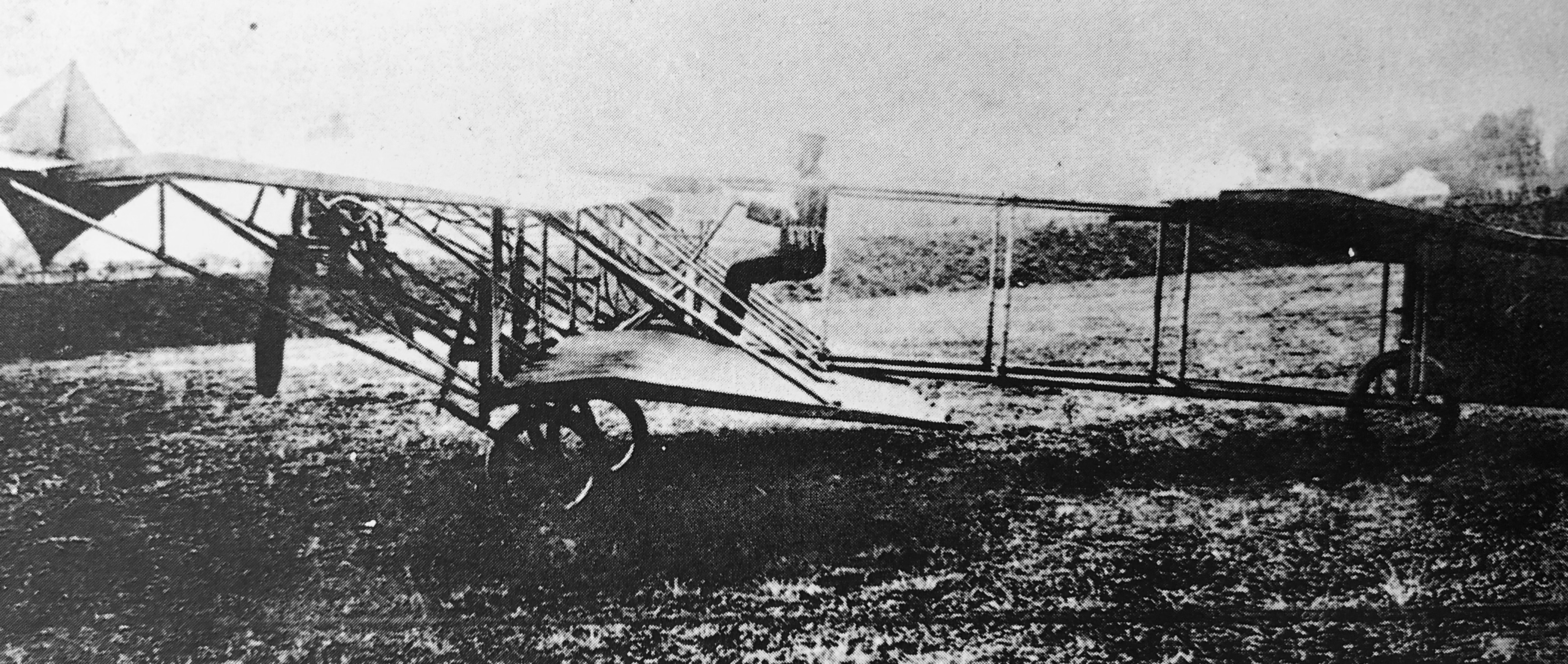
奈良原式1号飛行機

1911年（明治44年）初頭、奈良原三次は地上滑走のみに終わった奈良原式1号飛行機に続いて、東京飛行機製作所で奈良原式2号飛行機の制作に着手した。完成した奈良原式2号機は同年5月5日に所沢飛行場で初飛行を行い、高度約4 m、飛距離約60 mを記録したが、着陸時に着陸脚とプロペラを破損した。その後も試験飛行や練習飛行を行い、奈良原のほかに白戸栄之助、今村梅次郎、後藤銀次郎、斉藤某（名不詳）訓練生が奈良原式2号による単独飛行を行った。
機体はアンリ・ファルマン機などの英仏の飛行機を参考とした、木製骨組みに羽布張り翼の牽引式単座複葉機で、エンジンはフランスから輸入されたノーム オメガを装備した。通常の練習では高度約5 mでの直線飛行のみが行われていた。
最終的に奈良原式2号機は練習飛行中に墜落し破損したが、その後、奈良原式2号の部品やエンジンを用いて新たに奈良原式3号飛行機が制作された。奈良原式3号機は練習機としての使用を前提とした複座機となり、胴体も羽布張りとなったほか、降着装置も大幅に強化されている。奈良原式3号機も練習飛行中に横からの突風を受け破壊された。
破壊されたため、奈良原式2号機および3号機の実機は現存していないが、奈良原式2号機の実物大のレプリカが青森県立三沢航空科学館に展示されている。

## 諸元（奈良原式2号機）
- 全長：10.0 m
- 全幅：10.0 m
- 全高：2.8 m
- 自重：430 kg
- 全備重量：550 kg
- エンジン：ノーム オメガ 空冷回転星型7気筒（50 hp） × 1
- 最大到達高度：約600 m
- 最大飛行距離：約60 m
- 乗員：1名